# Distrito electoral federal 23 del estado de México
El XXIII Distrito Electoral Federal del Estado de México es uno de los 300 distritos electorales en los que se encuentra dividido el territorio de México para la elección de diputados federales y uno de los 40 en los que se divide el Estado de México. Su cabecera distrital es la localidad de Lerma de Villada.
El distrito XXIII del estado de México se encuentra en el centro del estado, en la región oriental del Valle de Toluca. Desde 2022 el distrito electoral federal está conformado por ocho municipios: Almoloya del Río, Atizapán, Capulhuac, Lerma, Ocoyoacac, Texcalyacac, Tianguistenco y Xalatlaco. Lo conforman 131 secciones electorales.

## Distritaciones anteriores

### Distritación 1996 - 2005
Entre 1996 y 2005 el Distrito 23 se encontraba en la región occidental del Estado de México, fue conformado por los municipios de Amanalco, Donato Guerra, Ixtapan del Oro, Otzoloapan, Santo Tomás, Temascaltepec, Valle de Bravo, Villa de Allende, Zacazonapan y Zinacantepec. Su cabecera distrital era Valle de Bravo.
El Distrito 24 fue creado en 1977 por la Reforma política de ese año, con anterioridad a ésta el Estado de México únicamente contaba como 15 Distritos Electorales, por lo que el Distrito 23 solo ha elegido diputados a partir de la LI Legislatura en 1979.

### Distritación 2005 - 2017
El Distrito 23 del Estado de México fue conformado por los municipios de Almoloya de Juárez, Amanalco, Donato Guerra, Ixtapan del Oro, Valle de Bravo, Villa de Allende y Villa Victoria. Su cabecera distrital era la ciudad de Valle de Bravo.

### Distritación 2017 - 2022
Tras la distritación electoral nacional de 2014-2017 llevada a cabo por el Instituto Nacional Electoral, aprobada en marzo de 2017, el distrito electoral federal fue movido de región y ahora se ubicaría en la región oriental del Valle de Toluca. El distrito electoral federal fue conformado por 9 municipios: Almoloya del Río, Atizapán, Capulhuac, Lerma, Ocoyoacac, Ocuilan, Texcalyacac, Tianguistenco y Xalatlaco. Su cabecera distrital era Lerma de Villada.

## Diputados por el distrito
| Legislatura | Periodo                                       | Diputado                              | Grupo parlamentario                  |
| ----------- | --------------------------------------------- | ------------------------------------- | ------------------------------------ |
| LI          | 1 de septiembre de 1979-31 de agosto de 1982  | Juan Alvarado Jacco                   | Partido Revolucionario Institucional |
| LII         | 1 de septiembre de 1982-31 de agosto de 1985  | Juan de Dios Salazar Salazar          | Partido Revolucionario Institucional |
| LIII        | 1 de septiembre de 1985-31 de agosto de 1988  | Juan Alvarado Jacco                   | Partido Revolucionario Institucional |
| LIV         | 1 de septiembre de 1988-31 de octubre de 1991 | Enrique Riva Palacio Galicia          | Partido Revolucionario Institucional |
| LV          | 1 de noviembre de 1991-31 de octubre de 1994  | Jaime Serrano Cedillo                 | Partido Revolucionario Institucional |
| LVI         | 1 de noviembre de 1994-31 de agosto de 1997   | Virgilia Noguera Corona               | Partido Revolucionario Institucional |
| LVII        | 1 de septiembre de 1997-31 de agosto de 2000  | Francisco Crescencio Rodríguez García | Partido Revolucionario Institucional |
| LVIII       | 1 de septiembre de 2000-31 de agosto de 2003  | José Jaimes García                    | Partido Revolucionario Institucional |
| LIX         | 1 de septiembre de 2003-31 de agosto de 2006  | Víctor González Huerta                | Partido Revolucionario Institucional |
| LX          | 1 de septiembre de 2006-31 de agosto de 2009  | Mercedes Colín Guadarrama             | Partido Revolucionario Institucional |
| LXI         | 1 de septiembre de 2009-31 de marzo de 2012   | Ignacio Pichardo Lechuga              | Partido Revolucionario Institucional |
| LXI         | 31 de marzo de 2012-16 de abril de 2012       | Vacante                               | Partido Revolucionario Institucional |
| LXI         | 16 de abril de 2012-30 de abril de 2012       | Ignacio Pichardo Lechuga              | Partido Revolucionario Institucional |
| LXI         | 30 de abril de 2012-11 de abril de 2012       | Vacante                               | Partido Revolucionario Institucional |
| LXI         | 11 de julio de 2012-31 de agosto de 2012      | Ignacio Pichardo Lechuga              | Partido Revolucionario Institucional |
| LXII        | 1 de septiembre de 2012-31 de agosto de 2015  | Blanca Estela Gómez Carmona           | Partido Revolucionario Institucional |
| LXIII       | 1 de septiembre de 2015-31 de agosto de 2018  | Ignacio Pichardo Lechuga              | Partido Revolucionario Institucional |
| LXIV        | 1 de septiembre de 2018-22 de abril de 2021   | David Orihuela Nava                   | Movimiento Regeneración Nacional     |
| LXIV        | 28 de abril de 2021-11 de junio de 2021       | Nivardo Torres Siles                  | Movimiento Regeneración Nacional     |
| LXIV        | 11 de junio de 2021-31 de agosto de 2021      | David Orihuela Nava                   | Movimiento Regeneración Nacional     |
| LXV         | 1 de septiembre de 2021-23 de abril de 2024   | Martha Azucena Camacho Reynoso        | Movimiento Regeneración Nacional     |
| LXV         | 24 de abril de 2024-3 de junio de 2024        | Brissa García Ponce                   | Movimiento Regeneración Nacional     |
| LXV         | 3 de junio de 2024-31 de agosto de 2024       | Martha Azucena Camacho Reynoso        | Movimiento Regeneración Nacional     |
| LXVI        | 1 de septiembre de 2024-                      | José Luis Hernández Pérez             | Partido Verde Ecologista de México   |

## Resultados Electorales

### Elecciones de 2024
|  | 57.83 % |

|  | 29.66 % |

|  | 9.46 % |

|  | 0.13 % |

|  | 2.92 % |

|  | 100.0 % |

|  | 67.52 % |

### Elecciones de 2021
|  | 33.0 % |

|  | 32.36 % |

|  | 8.55 % |

|  | 8.54 % |

|  | 3.25 % |

|  | 2.94 % |

|  | 2.69 % |

|  | 2.47 % |

|  | 1.57 % |

|  | 1.56 % |

|  | 0.06 % |

|  | 3.01 % |

|  | 100.00 % |

|  | 61.65 % |

### Elecciones de 2018
|  | 45.83 % |

|  | 31.27 % |

|  | 19.67 % |

|  | 0.04 % |

|  | 3.19 % |

|  | 100.00 % |

|  | 72.65 % |

### Elecciones de 2009
|  | Partido Acción Nacional                       |  |                          |
|  | Coalición Primero México (PRI-PVEM)           |  | Ignacio Pichardo Lechuga |
|  | Partido de la Revolución Democrática          |  |                          |
|  | Coalición Salvemos a México (PT-Convergencia) |  |                          |
|  | Nueva Alianza                                 |  |                          |
|  | Partido Socialdemócrata                       |  |                          |
|  | Partido Futuro Democrático                    |  |                          |